# Заморуев, Владимир Михайлович
Владимир Михайлович Заморуев (1905—1984) — доктор технических наук, автор книг и учебных пособий, профессор Ленинградского института инженеров водного транспорта.

## Биография
Окончил металлургический факультет Днепропетровского горного института в 1930 году. В годы Великой Отечественной войны работал на Кировском заводе в должности заместителя начальника Центральной заводской лаборатории, сейчас металлургический завод «Петросталь». В блокадную зиму 1941—1942 годов работал над вопросами производства высококачественной стали для военной техники.
В 1949—1980 годах В. М. Заморуев был на преподавательской и научной работе в Ленинградском институте инженеров водного транспорта (ЛИИВТ). В 1957—1974 годах он заведовал кафедрой технологии металлов, в 1974—1976 годах — кафедрой технологии металлов и неметаллических материалов. Многочисленные научно-производственные и учебно-методические труды доктора технических наук, профессора Владимира Михайловича Заморуева получили мировую известность. За разработку и техническое освоение выплавки специальных сортов легированных сталей он был награждён орденом «Знак Почета» (1939). Монография «Производство стали» (1950) была переведена на ряд европейских языков. Под научным руководством В. М. Заморуева было подготовлено более десяти кандидатов технических наук. Его ученики создали новые марки износостойких нержавеющих сталей для гребных винтов судов внутреннего и смешанного река-море плавания, которые были использованы на предприятиях Минречфлота. Ученик В. М. Заморуева — доктор технических наук, профессор Л. И. Погодаев создал свою научную школу.

## Награды
Награждён орденом Знак Почета, медалями «За оборону Ленинграда» и «За доблестный труд в Великой Отечественной войне 1941—1945 гг».

## Изобретения

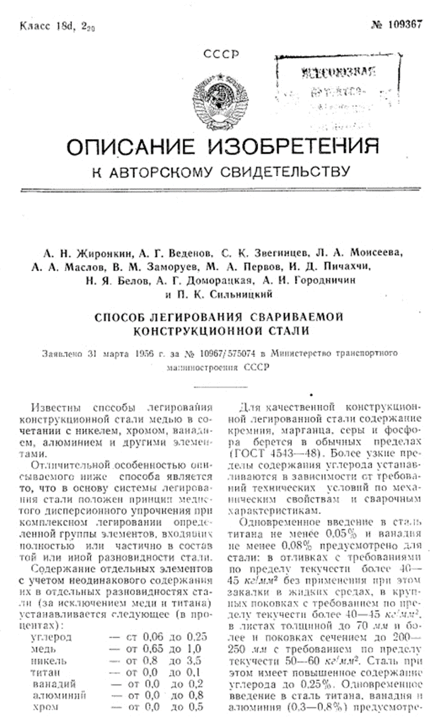
Патент Заморуев В. М.

Заморуев В. М. является автором следующего патента «Способ легирования свариваемой конструкционной стали» № 109 367от 31.03.1956 г.

## Автор книг
1. Технология металлов 1964 г.[2]
2. Книга Скоростное сталеварение на Кировском заводе. 1953 год[3].
3. Производство стали Год: 1950[2]
4. Заморуев В. М., Криулин А. В. Современные судостроительные материалы, 1969 г.[4]
5. Вольфрам в стали [] / В. М. Заморуев. — Москва : Металлургиздат, 1962[5]